# Morley (cráter)

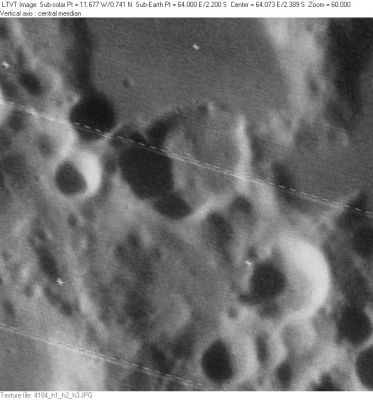
Fotografía de la misión Lunar Orbiter 4

Morley es un pequeño cráter de impacto que se encuentra en la parte oriental de la cara visible de la Luna, al este del Mare Fecunditatis. Antiguamente, era un cráter satélite de Maclaurin, siendo designado como Maclaurin R, antes de recibir su nombre actual por parte de la UAI en 1979. Morley se encuentra al oeste-suroeste de Maclaurin.
|  |

Se trata de un pequeño cráter en forma de cuenco, similar a muchas formaciones comparables en toda la superficie lunar. Las paredes interiores son simétricas en apariencia y no presentan signos notables de erosión, abarcando aproximadamente la mitad del diámetro de todo el cráter.